# Amir Ben Shimon
Amir Ben Shimon (in ebraico אמיר בן שמעון‎?; 14 dicembre 1993) è un calciatore israeliano, difensore dell'Hapoel Bnei Ashdod.

## Carriera

### Club
Ha giocato nei campionati israeliano e slovacco.

### Nazionale
Ha debuttato con la maglia della nazionale Under-21 durante le qualificazioni al campionato europeo di categoria nel 2013.